# Lev door
Lev Puerta, o puerta de convección es un piso -a-techo (cota llena), normalmente puerta interna, partido a dos partes: la parte más baja una hoja de puerta de cota estándar, la parte superior típicamente una hoja más pequeña de emparejar diseño (a menudo hoja de puerta estándar corta por la mitad).
En climas fríos, las puertas Lev permiten la convección eficaz de aire caliente  a  través de los edificios desde fuentes de calor centrales, como chimeneas o unidades de aire acondicionado, sin necesidad de conductos. En climas cálidos, las puertas permiten el libre paso de las brisas cruzadas refrescantes cuando la hoja principal de la puerta está cerrada. La privacidad y la circulación del aire se pueden controlar de forma independiente utilizando este diseño.
El diseño y la función son similares a las puertas con espejo de popa - sin embargo, las puertas Lev son significativamente más económicas de construir debido a su simplicidad y, al mismo tiempo, permiten un mayor paso de aire a través de su abertura más grande y sin obstrucciones. Las puertas son similares en construcción a las puertas holandesas. 

## Historia
A lo largo de la historia se han utilizado variaciones del diseño, como puertas holandesas, puertas con espejo de popa y puertas de piso a techo - panel único
La puerta apareció por primera vez como característica única en algunos de los trabajos de 2010-20 del arquitecto australiano Jiri Lev . (El propio Lev se refiere a la puerta como puerta de convección )

## Ventajas
- Convección efectiva de aire caliente a través de edificios.
- Libre paso de brisas cruzadas refrescantes.
- Control independiente de la privacidad y la circulación del aire en los edificios.
- Sencillez y costes de construcción muy bajos.

## Desventajas
- Pobre privacidad acústica con hoja superior abierta
- No apto para baños y cocinas debido a la transferencia de olores.
- El funcionamiento del panel superior por parte de personas de menor alcance requiere hardware adicional

## Funcionamiento

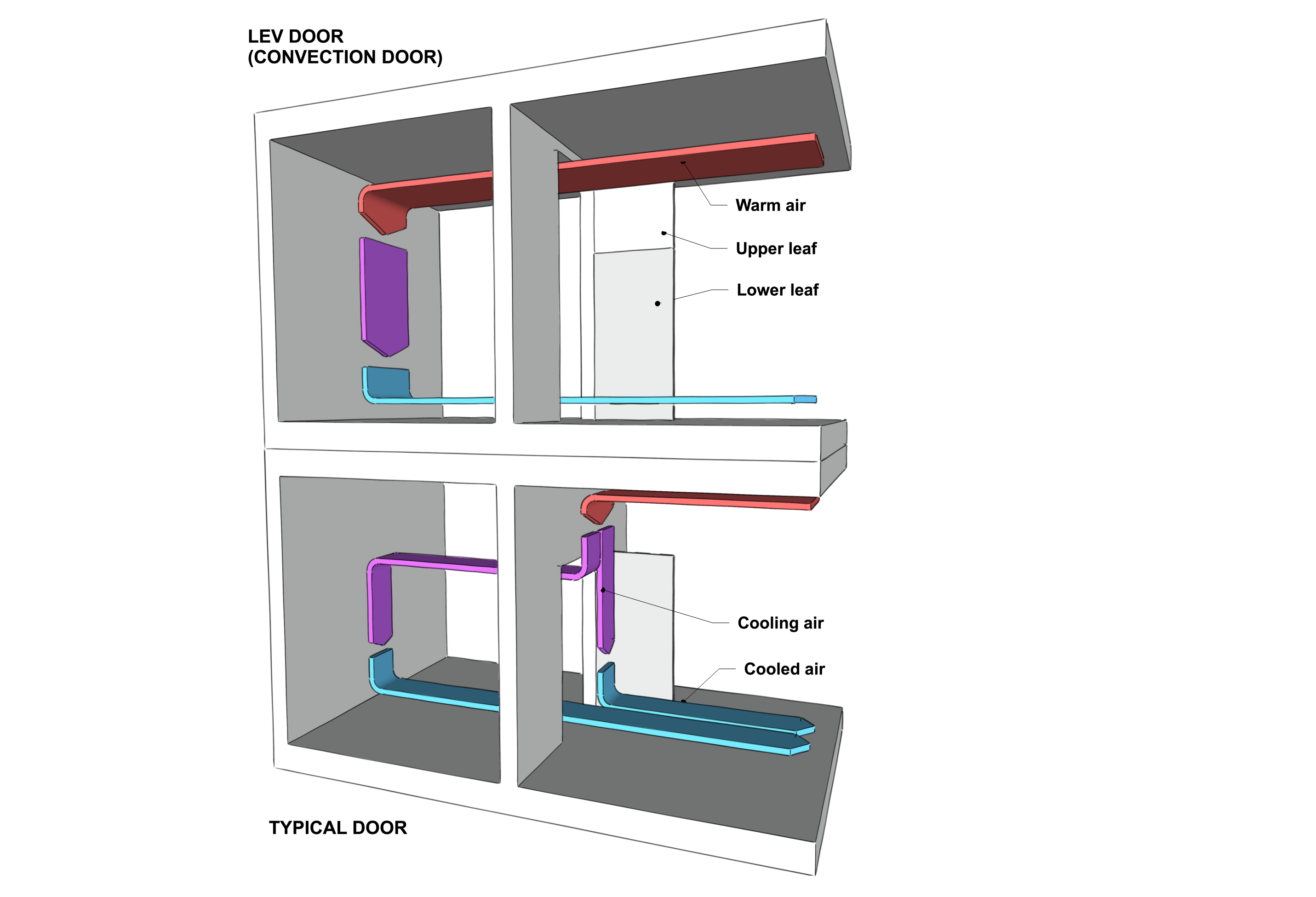
Puerta levadiza y puerta típica.

En los edificios, el aire caliente asciende y se propaga progresivamente desde la fuente de calor por el techo. A medida que llega a las paredes y se enfría, comienza a descender y regresar a la fuente de calor, para llenar el espacio creado allí por la subida de más aire caliente. Las aberturas de puertas típicas no llegan a más de 0,5 a 1 m por debajo del techo, por lo que solo permiten que una cantidad limitada de aire caliente pase a otras habitaciones. Las puertas Lev, al igual que otras puertas del piso al techo, abarcan toda la altura de la habitación, permitiendo que el aire caliente fluya libremente
Las mediciones indican temperaturas en habitaciones secundarias con puertas típicas aproximadamente 2 °C por debajo de las de las habitaciones principales (habitaciones donde se encuentra la fuente de calor). Las temperaturas en las habitaciones secundarias con puertas Lev suelen ser iguales a las de las habitaciones principales
Cuando el panel inferior de la puerta se mantiene a menudo en la posición cerrada, el funcionamiento completo de la puerta se puede mantener mediante un espacio o una abertura con malla en el panel cerca del piso